# Star Fox 64 3D
Star Fox 64 3D (スターフォックス64 3D) est un jeu vidéo de type rail shooter développé par Q-Games et édité par Nintendo, sorti en 2011 sur Nintendo 3DS.
Il s'agit du remake de Lylat Wars.

## Accueil
Star Fox 64 3D est positivement reçu par la critique spécialisée. Il obtient un score de 81 % sur Metacritic sur la base de 65 critiques.